# Гергард Бергер (підводник)
Гергард Бергер (нім. Gerhard Berger; 1 серпня 1883, Глац — 31 серпня 1917, Північне море) — німецький офіцер-підводник, капітан-лейтенант кайзерліхмаріне.

## Біографія
10 квітня 1916 року вступив на флот. Учасник Першої світової війни. З 4 липня 1916 року — командир підводного човна U-50. 31 серпня 1917 року човен затонув (імовірно, підірвався на міні) в Північному морі. 44 члени екіпажу, включаючи Бергера, загинули.
Всього за час бойових дій потопив 27 кораблів загальною водотоннажністю 92 924 тонни.
| Дата              | Назва корабля   | Тип                   | Тоннаж | Вантаж                        | Загиблі | Країна             |
| ----------------- | --------------- | --------------------- | ------ | ----------------------------- | ------- | ------------------ |
| 10 листопада 1916 | Bogota          | Пароплав              | 4,577  | Генеральні вантажі            | 0       | Британська імперія |
| 11 листопада 1916 | Løkken          | Пароплав              | 1,954  | Вугілля                       | 0       | Норвегія           |
| 11 листопада 1916 | Morazan         | Пароплав              | 3,486  | Марганцева руда та джут       | 0       | Британська імперія |
| 11 листопада 1916 | Sarah Radcliffe | Пароплав              | 3,333  | Вугілля і генеральні вантажі  | 0       | Британська імперія |
| 12 листопада 1916 | San Giovanni    | Пароплав              | 1,315  |                               |         | Королівство Італія |
| 12 листопада 1916 | Stylinai Bebis  | Пароплав              | 3,603  | Зерно                         |         | Королівство Греція |
| 12 листопада 1916 | Ioannis         | Пароплав              | 3,828  | Пшениця                       |         | Королівство Греція |
| 13 листопада 1916 | Lela            | Пароплав              | 2,987  | Вугілля                       | 0       | Королівство Італія |
| 14 листопада 1916 | Hatsuse         | Траулер               | 282    |                               | 0       | Британська імперія |
| 18 лютого 1917    | Jean Pierre     | Вітрильник            | 449    | Дерево і ром                  |         | Франція            |
| 22 лютого 1917    | Blenheim        | Вітрильник            | 1,144  | Смоляна сосна                 | 0       | Норвегія           |
| 24 лютого 1917    | Falcon          | Пароплав              | 2,244  | Вугілля                       | 0       | Британська імперія |
| 25 лютого 1917    | Aries           | Пароплав              | 3,071  | Залізна руда                  | 0       | Британська імперія |
| 25 лютого 1917    | Huntsman        | Пароплав              | 7,460  | Генеральні вантажі            | 2       | Британська імперія |
| 25 лютого 1917    | Laconia         | Пасажирський пароплав | 18,099 | Пасажири і генеральні вантажі | 12      | Британська імперія |
| 11 квітня 1917    | Sarvsfos        | Вітрильник            | 1,462  | Макуха                        | 0       | Норвегія           |
| 19 квітня 1917    | Avocet          | Пароплав              | 1,219  | Генеральні вантажі            | 0       | Британська імперія |
| 20 квітня 1917    | Emma            | Пароплав              | 2,520  | Кукурудза                     | 2       | Британська імперія |
| 21 квітня 1917    | Diadem          | Пароплав              | 4,307  | Рис                           | 0       | Британська імперія |
| 23 квітня 1917    | Dykland         | Пароплав              | 4,291  | Деревина                      | 0       | Британська імперія |
| 23 квітня 1917    | Oswald          | Пароплав              | 5,185  | Сірка                         | 1       | Британська імперія |
| 25 квітня 1917    | Swanmore        | Пароплав              | 6,373  | Генеральні вантажі            | 11      | Британська імперія |
| 7 червня 1917     | Yuba            | Вітрильник            | 1,458  | Макуха                        | 0       | Норвегія           |
| 11 червня 1917    | Sigrun          | Пароплав              | 2,538  | Пшениця                       | 0       | Норвегія           |
| 16 червня 1917    | Carrie Hervey   | Вітрильник            | 111    | Каолін                        | 0       | Британська імперія |
| 21 червня 1917    | Ortona          | Пароплав              | 5,524  | Генеральні вантажі            | 1       | Британська імперія |
| 26 червня 1917    | Vonin           | Вітрильник            | 104    | Вугілля і генеральні вантажі  | 0       | Данія              |

## Звання
- Морський кадет (10 квітня 1901)
- Фенріх-цур-зее (22 квітня 1902)
- Лейтенант-цур-зее (29 вересня 1904)
- Оберлейтенант-цур-зее (30 березня 1906)
- Капітан-лейтенант (15 квітня 1911)

## Нагороди
- Орден Корони Сіаму
- Залізний хрест 2-го класу
- Ганзейський хрест (Гамбург)